# 时分格
时分格具体指一件事何时、如何以及多久做一次。

## 英语中
“每”（per）来自拉丁语介词，意为“通过...”或“对于每个”。

## 匈牙利语中
匈牙利语（-nta/-nte）可表达一件事发生的频率（如havonta“每月”，naponta“每天”，telente“每个冬天”，reggelente“每个早晨”）；可与表示时间的词的分格交替。

## 芬兰语中
芬兰语中这种副词可表达发生在特定时点的某件事（如“在每周日”是sunnuntaisin），或起源（如“生在”是syntyisin）。它被限制于少数副词词干和名词，这些词的复数一般都含-i-。后缀是-sin。
例如词根päivä（天）有复数päivi-，因此时分格päivisin（“在这些天”）。
时分格具体是指某件事做完了，与分格不同。例句：Siivoan päivisin与Siivoan päivittäin。前者（时分格）意为“我白天打扫”，暗示在白天打扫；后者（分格）意为“我每天都打扫”，暗示不会有一天没打扫。
如果复数有不是-i-的形式，那么就会用joka（每个）或样格。例如uusi vuosi（新年）分别是joka uusi vuosi和uusina vuosina。